# مادربزرگ‌ها: چهار رمان کوتاه
مادربزرگ‌ها: چهار رمان کوتاه (انگلیسی: The Grandmothers: Four Short Novels) رمانی است اثر دوریس لسینگ (برنده جایزه نوبل ادبیات ۲۰۰۷) که اولین بار در سال ۲۰۰۳ منتشر شد. این مجموعه شامل چهار رمان کوتاه به نام‌های مادربزرگ‌ها، ویکتوریا و استاونی‌ها، دلیلی برای آن، و فرزند عشق است.
فیلم ستایش از روی داستان مادربزرگ‌ها ساخته شده‌است.